# Bucklin (Kansas)
Bucklin es una ciudad ubicada en el condado de Ford en el estado estadounidense de Kansas. En el año 2010 tenía una población de 794 habitantes y una densidad poblacional de 567,14 personas por km².

## Geografía
Bucklin se encuentra ubicada en las coordenadas 37°32′53″N 99°38′6″O / 37.54806, -99.63500 (37.547942, -99.635001).

## Demografía
Según la Oficina del Censo en 2000 los ingresos medios por hogar en la localidad eran de $38,750 y los ingresos medios por familia eran $44,554. Los hombres tenían unos ingresos medios de $31,667 frente a los $18,235 para las mujeres. La renta per cápita para la localidad era de $17,954. Alrededor del 8.0% de la población estaban por debajo del umbral de pobreza.